# Alta (Swansea)
Alta is een historisch Brits merk van motorfietsen.
De bedrijfsnaam was: Alta Motor Cycles, John Player Industrial Estate, Clydach, Swansea, Glamorgan.
Alta was een zeer klein Brits motormerk dat vanaf 1968 lichte cross- en trialmachientjes bouwde met 49- tot 130 cc Sachs- en Suzuki-blokken. De productie eindigde door het plotselinge overlijden van de eigenaar in 1971.